# كريستا بوردن
كريستا بوردن هي مغنية وكاتبة أغاني وممثلة كندية، ولدت في 1980 في كورنر بروك في كندا.

## وصلات خارجية
- الموقع الرسمي
- كريستا بوردن على موقع IMDb (الإنجليزية)
- كريستا بوردن على موقع أول ميوزيك (الإنجليزية)
- كريستا بوردن على موقع ديسكوغز (الإنجليزية)